# Martin Frigon
 (septembre 2017).
Pour les articles homonymes, voir Frigon.
Martin Frigon, né le 22 avril 1974, est un réalisateur, documentariste, scénariste, auteur et recherchiste québécois. 
Parmi ses réalisations, on compte La grande invasion (2012) et Make Money. Salut, bonsoir ! (2004) qui a remporté le Prix du public et le Prix d’environnement du Festival de films pour l'environnement de Portneuf, ainsi que Mirages d'un Eldorado (2008) qui a remporté le Grand Prix au Festival Internacional de Cine Digital en Argentine et au Festival international du film d'environnement de Paris de Paris (FIFE). 
Son plus récent documentaire[évasif], Main basse sur la ville (2017), réalisé dans le cadre de la série Absolutely Quebec de CBC Television, présente l’histoire des grands conglomérats et multinationales qui ont dessiné l’Amérique, bouleversé notre environnement et façonné notre mode de vie.

## Biographie
Après une maîtrise en Film Studies à l’Université Concordia, Martin Frigon se consacre au cinéma documentaire. Il produit et développe une foule de projets documentaires pour la télévision, le cinéma et divers organismes des milieux culturel et syndical : Repenser le village, Quand l’art et les affaires s’associent (Fondation Derouin de Val-David), Les oubliés du développement durable (Coalition québécoise contre les ateliers de misère et le Centre international de solidarité ouvrière), L’or des Amériques (Musée de la civilisation), etc. Il sera également conseiller à la scénarisation pour le documentaire Carré Rouge sur fond noir, gagnant de deux Prix Gémeaux : Meilleur documentaire et Meilleur scénario.

## Filmographie
- 2022 : Notre-Dame-de-l'Arsenic
- 2017 : Cities Held Hostage (Main basse sur la ville)
- 2012 : La grande invasion
- 2008 : Mirages d'un Eldorado
- 2004 : Make Money. Salut, bonsoir !
- 2003 : Mourir au large
- 1999 : Langue à genoux
- 1998 : L’Artiste à visage ouvert

## Distinctions et Prix
- 2009 : Grand Prix du 7e Festival Internacional de Cine Digital de Vina del Mar pour Mirages d'un Eldorado
- 2008 : Grand Prix du 26e Festival international du film d'environnement de Paris pour Mirages d'un Eldorado[1]
- 2004 : Prix du public et le Prix d’environnement du Festival de films pour l'environnement de Portneuf pour Make Money. Salut, bonsoir !